# Сијудад Хенерал Ескобедо
Сијудад Хенерал Ескобедо (шп. Ciudad General Escobedo) је град у Мексику у савезној држави Нови Леон. Према процени из 2005. у граду је живело 295.131 становника.

## Становништво
Према процени из 2005. у граду је живело 295.131 становника.
| 1990.  | 1995.   | 2000.   | 2005.   |
| ------ | ------- | ------- | ------- |
| 96.962 | 174.486 | 230.556 | 295.131 |